# Torre de la Consejería de Educación
La torre de la Consejería de Educación es un edificio de estilo internacional del siglo XX situado en la ciudad española de Albacete.

## Historia
El edificio fue proyectado en 1973 en la avenida de la Estación de la capital albaceteña por el arquitecto Felipe García Escudero y Torroba, originalmente para ser la sede de la Jefatura Provincial del Movimiento.

## Características
El edificio, de estilo internacional, fue concebido para internacionalizar el territorio sobre el que se asienta. Posee un cuerpo bajo de dos plantas sobre el que se levanta un cuerpo elevado de once plantas. Es un edificio institucional que pertenece a la Junta de Comunidades de Castilla-La Mancha y que alberga la sede de la Consejería de Educación, Cultura y Deporte en Albacete. Cuenta con salón de actos, salas de exposiciones o tienda, además de oficinas.
Tiene 44 metros de altura y 13 plantas. Ocupa la 21º posición en la lista de edificios más altos de Albacete. Está situada en la avenida de la Estación de la capital, formando parte del barrio Polígono San Antón.